# Туркестанский фронт
Туркестанский фронт — оперативно-стратегическое объединение войск РККА во время Гражданской войны и в ходе борьбы с басмачеством. Был образован на территории ТуркВО приказом РВС Туркестанской Республики 23 февраля 1919 года. Как основной фронт РККА образован директивой главкома 11 августа 1919 на территории Самарской, Астраханской, Оренбургской губернией и Уральской области путём переименования с 14 августа 1919 года Южной группы армий из состава Восточного фронта РККА (штаб находился в Самаре).
К 1920 году Туркестанский фронт включал в себя 3 стрелковых и 4 кавалерийских дивизий, частей Оренбургского, Уральского и Актюбинского укреп. районов, а также большого количество мелких отрядов (до 36 тыс. штыков и сабель). Всего Туркестанский фронт насчитывал 114 тысяч человек.
Борьба с басмачеством, как часть Среднеазиатского театра военных действий Гражданской войны в России, продолжалась до 1926 года. После подавления движения басмачей, 4 июня 1926 года Туркестанский фронт, последний «фронт» Красной армии во время Гражданской войны, был преобразован в Среднеазиатский военный округ. К осени 1926 года басмачество было в основном разбито по всей Средней Азии.

## Состав
В состав Туркестанского фронта входили:
- Астраханская группа войск (до 14 октября 1919 года, позже вошла в состав 11-й армии)
- 4-я армия
- 1-я армия
- войска Туркестанской советской республики (с 25 августа 1919 года)

На 31 июля 1922 г.:,
- 1-я Туркестанская стрелковая дивизия

- 1-й Туркестанский стрелковый полк
- 2-й Туркестанский стрелковый полк
- 3-й Туркестанский стрелковый полк

- 2-я Туркестанская стрелковая дивизия

- 4-й Туркестанский стрелковый полк
- 5-й Туркестанский стрелковый полк
- 6-й Туркестанский стрелковый полк

- 3-я Туркестанская стрелковая дивизия

- 7-й Туркестанский стрелковый полк
- 8-й Туркестанский стрелковый полк
- 9-й Туркестанский стрелковый полк

- 4-я Туркестанская стрелковая дивизия

- 10-й Туркестанский стрелковый полк
- 11-й Туркестанский стрелковый полк
- 12-й Туркестанский стрелковый полк

12 октября 1922 г. - июнь 1926 г.:
- 13-й стрелковый корпус

## Боевые действия
В мае — июле 1919 года войска Туркестанского фронта разгромили Туркестанскую армию — вооружённое формирование Вооружённых сил Юга России в Закаспийской области.
В 1919 году войска Туркестанского фронта разгромили Южную армию Колчака, прорвали блокаду Туркестана (13 сентября 1919) и соединились с войсками Туркестанской советской республики.
До середины октября 1919 года они вели бои против Уральской казачьей армией генерала Толстова и армией Деникина в районе нижней Волги и реки Урал.
В Уральско-Гурьевской операции 1919—1920 годов войска Туркестанского фронта разбили Уральскую белоказачью армию и алашско-ордынские войска, а вскоре ликвидировали белогвардейские войска в Семиречье.
В результате Бухарской операции 1920 был свергнут режим Бухарского эмира.

Доклад Помощника Начальника штаба Туркестанского фронта Г. С. Горчакова

— О положении на Туркфронте от 6 декабря 1920 г.
В первых числах октября Ферганской группе войск была поставлена задача — очистить от басмачей район восточнее рубежа Наманган — Маргелан — Охна.
Для этого части группы заняли горные проходы, позволявшие выход в Кугартскую, Узгенскую и Алайскую долины. Кроме того, были выставлены заслоны по линии Наманган — Маргелан, чтобы закрыть басмачам пути в Кокандский район.
Главные силы группы (конница) имели задачу, действуя широким фронтом, отбросить противника с линии Наманган — Фергана на восток на линию Базар-Курган — Андижан — Шаари-хан и затем, опираясь на этот район как на ось, произвести захождение левым флангом по дуге Базар-Курагак — Узгень — Лянгар и ударом на юг прижать противника к горным проходам.
Эта операция дала положительные результаты — басмачи, получив ряд коротких, но частых ударов и потеряв значительное число убитыми и ранеными, вынуждены были искать спасения на окраинах долины, в малодоступных ущельях гор.
В конце октября была предпринята вторая операция, которая заключалась в маневрировании широким фронтом 7-й и 8-й стрелковых бригад 3-й стрелковой дивизии и 4-й, 5-й и 6-й бригад 2-й стрелковой дивизии.
Маневрирование 7-й и 8-й бригад сводилось к тому, что они походным порядком должны были сосредоточиться: первая — в Кокандском, вторая — в Наманганском районе.
Производя такую перегруппировку, части выполняли и боевые задачи по очистке от басмачей своей полосы движения. Одновременно с этим бригады 2-й стрелковой дивизии передвигались широким фронтом: 4-я бригада — из Андижанского в Ошский район, 5-я бригада — из Ферганского в Андижанский и 6-я бригада — из Наманганского в Ферганский район. После этой операции басмачи, понеся также значительные потери, распылились на мелкие шайки и на некоторое время прекратили активные действия.
В ноябре была проведена третья операция, имеющая целью очистить от басмачей полосу местности, прилегающую к железной дороге Андижан — Маргелан — Коканд, и район у излучины, образуемой реками Нарын и Карадарья. Эта операция закончилась в начале декабря со значительными результатами: полное распыление сил противника, чувствительные потери убитыми, ранеными и в материальной части, моральная подавленность и, как следствие её, переход некоторых отрядов на положение мирных жителей (но не навсегда, а временно, в готовности вновь подняться при первом благоприятном случае).
В первых числах декабря началась операция конницы по очистке от противника правобережной полосы р. Сырдарья на участке Пап-Камыш — Курган и района Исфара Ляплик — Исфане — Ура-Тюбе.

Пом. Начальника штаба Турк. фронта Горчаков

06 декабря 1920 год

(РГАСПИ Ф.670. ОП.1. Д.55. Л. 103—111)

— На посту командующего Туркестанским фронтом Г. Я. Сокольникову удалось достигнуть значительного успеха в решении одной из главных задач внутренней политики — борьбы с басмачеством, о чём свидетельствуют цифры, приведённые в докладе помощника начальника штаба фронта Горчакова о положении на Туркфронте от 6 декабря 1920 г.

Таблица 1
Нападения басмачей за осень 1920 г.
| месяц    | железные дороги | хлопкозаводы |
| -------- | --------------- | ------------ |
| сентябрь | 17              | 15           |
| октябрь  | 5               | 2            |
| ноябрь   | 0               | 1            |
Таблица 2
Потери басмачей за осень 1920 г.
| месяц    | убитые | пленные | оружие | патроны | лошади |
| -------- | ------ | ------- | ------ | ------- | ------ |
| сентябрь | 9      | 45      | 45     | 329     | 90     |
| октябрь  | 17     | 61      | 61     | 517     | 160    |
| ноябрь   | 45     | 180     | 180    | 785     | 172    |
(РГАСПИ Ф.670. ОП.1. Д.55. Л. 103—111)

В 1921—1926 годах войска Туркестанского фронта боролись с партизанским басмачеством в Ферганской долине, Восточной Бухаре и Хиве.
12 октября 1922 г. командующий войсками Туркестанского фронта издал приказ № 345 о формировании 13-го стрелкового корпуса из частей, расположенных на территории Бухарской народной республики и Самаркандской области. Управление находилось в г. Новая Бухара. Корпусом руководил Реввоенсовет.
После подавления движения басмачей, в июне 1926 года Туркестанский фронт был преобразован в Среднеазиатский военный округ.

## Командный состав
Командующие:
- И. П. Белов (апрель 1919 — август 1919 г.) — командовал Туркестанским фронтом ТАССР.
- М. В. Фрунзе (15 августа 1919 — 10 сентября 1920 г.)
- Г. Я. Сокольников (10 сентября 1920 — 8 марта 1921 г.)
- В. С. Лазаревич (8 марта 1921 — июль 1921 г.)
- А. С. Белой (ВрИД, июль — сентябрь 1921 г.)[6]
- В. С. Лазаревич (октябрь 1921 — 11 февраля 1922 г.)
- В. И. Шорин (11 февраля — 18 октября 1922 г.)
- А. И. Корк (18 октября 1922 — 12 августа 1923 г.)
- С. А. Пугачёв (12 августа 1923 — 30 апреля 1924 г.)
- М. К. Левандовский (30 апреля 1924 — 2 декабря 1925 г.)
- К. А. Авксентьевский (2 декабря 1925 — 4 июня 1926 г.)

Некоторые члены РВС
- П. И. Баранов (15 августа — 16 октября 1919 г.)
- К. А. Авксентьевский (15—22 августа 1919 г.)
- Ш. 3. Элиава (15 августа 1919 — 23 сентября 1920 г.)
- В. В. Куйбышев (14 января 1919 — 20 сентября 1920 г.)
- В. В. Шарапов (январь 1921 — январь 1922)
- Я. Э. Рудзутак (25 августа 1922 — 1 февраля 1923 г.)
- Р. И. Берзин (15 декабря 1923 — 14 сентября 1924 г.)
- А. И. Тодорский (3 января — 18 мая 1924 г.)
- H. H. Кузьмин (5 декабря 1925 — 4 июня 1926 г.)

и др.
Начальники штаба
- А. А. Балтийский (15 — 23 августа 1919 г.)
- Ф. Ф. Новицкий (ВрИД, 23 августа — 2 октября 1919 г.)
- А. А. Балтийский (2 октября — 15 декабря 1919 г.)
- Г. А. Шпилько (15 декабря 1919 г. — 1920 г.)[7]
- А. А. Балтийский (1920 г. — 18 марта 1920 г.)[8]
- А. К. Андерс (18 марта — 29 апреля 1920 г.)
- П. В. Благовещенский (ВрИД, 29 апреля — 24 сентября 1920 г.)
- Ф. П. Шафалович (24 сентября 1920 — 1 июля 1921 г.)
- Г. С. Горчаков (ВрИД, 1 июля - 1 сентября 1921 г.)[9]
- Ф. П. Шафалович (1 сентября 1921 — 16 декабря 1922 г.)
- А. А. Герарди (ВрИД, 16 декабря 1922 — 17 февраля 1923 г.)
- А. В. Кирпичников (17 февраля — 15 октября 1923 г.)
- А. Д. Шуваев (15 октября 1923 — 25 апреля 1924 г.)
- Н. И. Камков (25 апреля — 28 июня 1924 г.)
- Б. Н. Кондратьев (28 июня 1924 — 4 июня 1926 г.)

1-й помощник начальника штаба
- Г. С. Горчаков[10] (с октября 1920 — 20 октября 1921 г.)
- А. А. Герарди ( с 20 октября 1921 — хх. хх. хххх.)